# Martin Duberman
Martin Duberman (* 6. August 1930) ist ein US-amerikanischer Historiker, Hochschullehrer und Autor. Duberman ist Distinguished Professor of History Emeritus am Lehman College und der Graduate School der City University of New York. Duberman war 1991 der Gründer und erste Vorsitzende des Center for Lesbian and Gay Studies an der Graduate School der City University of New York.
Duberman wurde in New York City geboren. Nach seiner Schulausbildung studierte Duberman an der Universität in Yale und erreichte 1957 einen Ph.D. in Amerikanischer Geschichte. 1967 wurde Duberman ordentlicher Professor an der Universität in Princeton. 1971 wechselte er von Princeton an die City University of New York.
Duberman ist der Autor von über zwanzig Büchern, unter anderem Paul Robeson und Stonewall (1995 von Nigel Finch verfilmt, als Stonewall). Er ist des Weiteren ein Vertreter des Neoabolitionismus, wie dies in seiner Kollektion von Essays The Antislavery Vanguard zum Ausdruck kommt.
2007 publizierte Duberman ein biographisches Buch mit dem Titel The Worlds of Lincoln Kirstein.
2015 wurde er für Hold Tight Gently mit dem Lambda Literary Award in der Kategorie LGBT Nonfiction ausgezeichnet.

## Werke (Auswahl)
- Charles Francis Adams 1807–1886. 1961
- In White America. Houghton Mifflin, 1964, ISBN 9780573610660
- The Antislavery Vanguard: New Essays on the Abolitionists. Princeton: Princeton University Press, 1965
- James Russell Lowell. Houghton Mifflin, 1966
- Payments. 1971
- Elagabalus. 1973
- Male Armor. E.P. Dutton, 1975, ISBN 9780525474029
- Paul Robeson. Knopf, New York 1988, ISBN 9780394527802
- mit Martha Vicinus und George Chauncey, Jr.: Hidden from History: Reclaiming the Gay and Lesbian Past. 1989
- Cures: A Gay Man’s Odyssey. Dutton, 1991, ISBN 9780525249559
- Stonewall. E.P. Dutton, 1994.
- Midlife Queer: Autobiography of a Decade. Scribner, 1996, ISBN 9780684818368
- Left Out: A Political Journey. Basic Books, 1999, ISBN 9780465017447
- Haymarket: A Novel. Seven Stories Press, 2003, ISBN 9781583226186
- The Avenging Angel. The Nation, 23. Mai 2005
- Hold Tight Gently: Michael Callen, Essex Hemphill, and the Battlefield of AIDS. The New Press, New Yourk 2014, ISBN 9781595589453
- Has the Gay Movement Failed?. University of California Press, Oakland 2018, ISBN 9780520970847